# Gotcha (spel)
Gotcha is een spel waarbij iedere deelnemer een andere deelnemer toegewezen krijgt die moet worden uitgeschakeld ("vermoord"). Hoe hij dit doet en met welk moordwapen verschilt sterk van variant tot variant. Andere varianten zijn onder andere het doel een kus op de wang geven, een sticker op het voorhoofd plakken of hem/haar een opdracht laten uitvoeren zonder dat hij/zij iets vermoedt. De winnaar is de laatst overgebleven speler.
Als een deelnemer geraakt wordt krijgt de "moordenaar" het "slachtoffer" van de vermoorde deelnemer als volgend slachtoffer toegewezen. Alle deelnemers samen vormen immers één grote lus. Dit zorgt ervoor dat op het einde van het spel er twee personen overblijven die elkaar moeten vermoorden. Hij die hierin slaagt is de winnaar van het spel.
Een variant van het spel dat bekend is onder de naam Street Wars vindt plaats in steden in Noord-Amerika en Europa.
Gotcha heeft geen vaste regelgeving en kan dus aangepast worden. Bijvoorbeeld door het inschakelen van rondes, extra prijzen, spelen in teamverband, enzovoorts. Mogelijke en gebruikelijke spelregels zijn:
- Het aanstellen van een spelleider, een neutraal iemand die niet meedoet, maar wel van iedereen weet wie welke kandidaat heeft, en kan helpen wanneer er onverhoopt iemand per ongeluk halverwege het spel zijn eigen lootje in handen krijgt.
- Het instellen van schietvrije zones (safe-zones) bij scholen en werkplekken, of schietvrije uren.
- Een datum vaststellen waarop het spel is afgelopen. Als de groep groot is, kan het - zonder tijdsdruk - wel een aantal maanden duren voordat de laatste twee hun duel hebben uitgevochten.
- In sommige varianten is het belangrijk dat er bij een moord geen getuigen aanwezig zijn. In een andere variant is juist een schot met een andere deelnemer als getuige nodig om geldig te zijn.
- Bij de opdracht kan bepaald worden waar de persoon vermoord moet worden en met welk wapen.

De grootste Gotcha in België is georganiseerd in april 2009 te Gent met 1000 studenten. Het was de eerste Gotcha die gebruik heeft gemaakt van sociale media. In de media was hiervoor heel wat aandacht daar de politie het verboden had gebruik te maken van waterpistolen, omdat zij vreesde voor valse meldingen van wapenbezit. Het spel is doorgegaan met spuitjes in plaats van waterpistooltjes en was een enorm succes.

## Films
In de jaren tachtig van de 20e eeuw was Gotcha zeer populair in de Verenigde Staten, zozeer zelfs dat er enkele films over het spel werden gemaakt:
- Tag: The Assassination Game uit 1982 met onder andere Linda Hamilton en Robert Carradine.
- Gotcha! uit 1985 met onder andere Anthony Edwards en Linda Fiorentino.
- Masterblaster uit 1987.